# ألما كروغر
ألما كروغر (بالإنجليزية: Alma Kruger) هي ممثلة أمريكية، ولدت في 13 سبتمبر 1871 في بيتسبرغ في الولايات المتحدة، وتوفيت في 5 أبريل 1960 في سياتل في الولايات المتحدة بسبب مرض.

## أعمال

### أفلام
- (1937) مائة رجل وفتاة
- (1938) الفالس العظيم
- (1940) فتاة الجمعة[4]

## وصلات خارجية
- ألما كروغر على موقع IMDb (الإنجليزية)
- ألما كروغر على موقع ألو سيني (الفرنسية)
- ألما كروغر على موقع أول موفي (الإنجليزية)
- ألما كروغر على موقع قاعدة بيانات برودواي على الإنترنت (الإنجليزية)
- ألما كروغر على موقع قاعدة بيانات الأفلام السويدية (السويدية)
- ألما كروغر على موقع إن إن دي بي (الإنجليزية)
- ألما كروغر على موقع قاعدة بيانات الفيلم (الإنجليزية)
- ألما كروغر على موقع كينوبويسك (الروسية)